# 66. Golden Globe-gála
A 66. évi Arany Glóbusz, azaz Golden Globe-díjátadóra 2009. január 11-én került sor a Beverly Hills-i Beverly Hilton Hotelben. Az eseményt az Egyesült Államokban az NBC csatorna élőben közvetítette.
A jelöltek listáját 2008. december 11-én tették közzé. A legtöbb jelölésen, szám szerint ötön három film osztozott: a Benjamin Button különös élete, a Frost/Nixon és a Kétely, az est abszolút nyertese mégis a Gettómilliomos című brit film lett, amely mind a négy kategóriájában győzedelmeskedett, köztük a legjobb filmdrámában. Meryl Streep, Kate Winslet, Ralph Fiennes és Tom Wilkinson színészek két-két kategóriában is esélyesek voltak a díjra, s Winslet meg is kapta mindkét szobrot.
A szórakoztatóiparban tett komoly munkáért járó Cecil B. DeMille-életműdíjat ebben az évben Steven Spielberg kapta.

## Győztesek és jelöltek

### Film
| - Gettómilliomos - Benjamin Button különös élete - A felolvasó - Frost/Nixon - A szabadság útjai | - Gettómilliomos - Benjamin Button különös élete - A felolvasó - Frost/Nixon - A szabadság útjai | - Vicky Cristina Barcelona - Égető bizonyíték - Erőszakik - Hajrá, boldogság! - Mamma Mia!                                                                                             | - Vicky Cristina Barcelona - Égető bizonyíték - Erőszakik - Hajrá, boldogság! - Mamma Mia!                                                                                                  | - Vicky Cristina Barcelona - Égető bizonyíték - Erőszakik - Hajrá, boldogság! - Mamma Mia!                                                                                             | - Vicky Cristina Barcelona - Égető bizonyíték - Erőszakik - Hajrá, boldogság! - Mamma Mia!                                                                                             |
| Legjobb színész | | | | | |
| Legjobb férfi főszereplő (dráma) | Legjobb férfi főszereplő (dráma) | Legjobb női főszereplő (dráma) | Legjobb női főszereplő (dráma) | | |
| | - Mickey Rourke – A pankrátor (Randy "The Ram" Robinson) - Leonardo DiCaprio – A szabadság útjai (Frank Wheeler) - Frank Langella – Frost/Nixon (Richard Nixon) - Sean Penn – Milk (Harvey Milk) - Brad Pitt – Benjamin Button különös élete (Benjamin Button) | | - Kate Winslet (A szabadság útjai) - Anne Hathaway (Rachel esküvője) - Angelina Jolie (Elcserélt életek) - Meryl Streep (Kétely) - Kristin Scott Thomas (Oly sokáig szerettelek)            | | |
| Legjobb férfi főszereplő (musical/vígjáték) | Legjobb férfi főszereplő (musical/vígjáték) | Legjobb női főszereplő (musical/vígjáték) | Legjobb női főszereplő (musical/vígjáték) | | |
| | - Colin Farrell (Erőszakik) - Javier Bardem (Vicky Cristina Barcelona) - James Franco (Ananász expressz) - Brendan Gleeson (Erőszakik) - Dustin Hoffman (Szerelem második látásra)                                                                             | | - Sally Hawkins (Hajrá, boldogság!) - Rebecca Hall (Vicky Cristina Barcelona) - Frances McDormand (Égető bizonyíték) - Meryl Streep (Mamma Mia!) - Emma Thompson (Szerelem második látásra) | | |
| Legjobb férfi mellékszereplő | Legjobb férfi mellékszereplő | Legjobb női mellékszereplő | Legjobb női mellékszereplő | | |
| | - Heath Ledger (A sötét lovag) - Tom Cruise (Trópusi vihar) - Robert Downey Jr. (Trópusi vihar) - Ralph Fiennes (A hercegnő) - Philip Seymour Hoffman (Kétely)                                                                                                 | | - Kate Winslet (A felolvasó) - Amy Adams (Kétely) - Penélope Cruz (Vicky Cristina Barcelona) - Viola Davis (Kétely) - Marisa Tomei (A pankrátor)                                            | | |
| Legjobb rendező és író | | | | | |
| Legjobb rendező | Legjobb rendező | Legjobb forgatókönyv | Legjobb forgatókönyv | | |
| | - Danny Boyle (Gettómilliomos) - Stephen Daldry (A felolvasó) - David Fincher (Benjamin Button különös élete) - Ron Howard (Frost/Nixon) - Sam Mendes (A szabadság útjai)                                                                                      | | - Gettómilliomos – Simon Beaufoy - Benjamin Button különös élete – Eric Roth - A felolvasó – David Hare - Frost/Nixon – Peter Morgan - Kétely – John Patrick Shanley                        | | |
| Legjobb filmzene | | | | | |
| Legjobb eredeti filmbetétdal | Legjobb eredeti filmbetétdal | Legjobb eredeti filmzene | Legjobb eredeti filmzene | | |
| - A pankrátor – "The Wrestler" (Bruce Springsteen) - Csillogó fekete lemezek – "Once in a Lifetime" - Gran Torino – "Gran Torino" (Jamie Cullum) - Volt – "I Thought I Lost You" (Miley Cyrus és John Travolta) - WALL·E – "Down to Earth" (Peter Gabriel) | - A pankrátor – "The Wrestler" (Bruce Springsteen) - Csillogó fekete lemezek – "Once in a Lifetime" - Gran Torino – "Gran Torino" (Jamie Cullum) - Volt – "I Thought I Lost You" (Miley Cyrus és John Travolta) - WALL·E – "Down to Earth" (Peter Gabriel)     | - Gettómilliomos (A. R. Rahman) - Benjamin Button különös élete (Alexandre Desplat) - Elcserélt életek (Clint Eastwood) - Ellenállók (James Newton Howard) - Frost/Nixon (Hans Zimmer) | - Gettómilliomos (A. R. Rahman) - Benjamin Button különös élete (Alexandre Desplat) - Elcserélt életek (Clint Eastwood) - Ellenállók (James Newton Howard) - Frost/Nixon (Hans Zimmer)      | - Gettómilliomos (A. R. Rahman) - Benjamin Button különös élete (Alexandre Desplat) - Elcserélt életek (Clint Eastwood) - Ellenállók (James Newton Howard) - Frost/Nixon (Hans Zimmer) | - Gettómilliomos (A. R. Rahman) - Benjamin Button különös élete (Alexandre Desplat) - Elcserélt életek (Clint Eastwood) - Ellenállók (James Newton Howard) - Frost/Nixon (Hans Zimmer) |
| Legjobb idegen nyelvű és animációs film | | | | | |
| Legjobb idegen nyelvű film | Legjobb idegen nyelvű film | Legjobb animációs film | Legjobb animációs film | | |
| - Libanoni keringő - A Baader–Meinhof csoport - Gomorra - / Maria Larssons eviga ögonblick - Oly sokáig szerettelek | - Libanoni keringő - A Baader–Meinhof csoport - Gomorra - / Maria Larssons eviga ögonblick - Oly sokáig szerettelek | - WALL·E - Kung Fu Panda - Volt | - WALL·E - Kung Fu Panda - Volt | - WALL·E - Kung Fu Panda - Volt | - WALL·E - Kung Fu Panda - Volt |

### Televízió

#### Legjobb televíziós sorozat (dráma)
- Dexter
- Doktor House
- In Treatment
- Mad Men – Reklámőrültek
- True Blood – Inni és élni hagyni

#### Legjobb televíziós sorozat (musical vagy vígjáték)
- Kaliforgia
- Nancy ül a fűben
- Office
- A stúdió
- Törtetők

#### Legjobb televíziós minisorozat vagy tévéfilm
- Bernard és Doris
- Cranford
- John Adams
- Küzdelmes élet
- Újraszámlálás

#### Legjobb színész, televíziós sorozat (dráma)
- Gabriel Byrne (In Treatment)
- Michael C. Hall (Dexter)
- Hugh Laurie (Doktor House)
- Jon Hamm (Mad Men – Reklámőrültek)
- Jonathan Rhys Meyers (Tudorok)

#### Legjobb színész, televíziós sorozat (musical vagy vígjáték)
- Alec Baldwin (A stúdió)
- Steve Carell (Office)
- Kevin Connolly (Törtetők)
- David Duchovny (Kaliforgia)
- Tony Shalhoub (Monk – Flúgos nyomozó)

#### Legjobb színész, televíziós minisorozat vagy tévéfilm
- Ralph Fiennes (Bernard és Doris)
- Paul Giamatti (John Adams)
- Kevin Spacey (Újraszámlálás)
- Kiefer Sutherland (24: Redemption)
- Tom Wilkinson (Újraszámlálás)

#### Legjobb színésznő, televíziós sorozat (dráma)
- Sally Field (Testvérek)
- Mariska Hargitay (Esküdt ellenségek: Különleges ügyosztály)
- Kyra Sedgwick (A főnök)
- January Jones (Mad Men – Reklámőrültek)
- Anne Paquin (True Blood – Inni és élni hagyni)

#### Legjobb színésznő, televíziós sorozat (musical vagy vígjáték)
- Christina Applegate (Nem ér a nevem)
- America Ferrera (Ki ez a lány?)
- Tina Fey (A stúdió)
- Debra Messing (Álomgyári feleség)
- Mary-Louise Parker (Nancy ül a fűben)

#### Legjobb színésznő, televíziós minisorozat vagy tévéfilm
- Judi Dench (Cranford)
- Catherine Keener (An American Crime)
- Laura Linney (John Adams)
- Shirley MacLaine (Coco Chanel)
- Susan Sarandon (Bernard és Doris)

#### Legjobb mellékszereplő színész, televíziós sorozat, televíziós minisorozat vagy tévéfilm
- Neil Patrick Harris (Így jártam anyátokkal)
- Denis Leary (Újraszámlálás)
- Jeremy Piven (Törtetők)
- Blair Underwood (In Treatment)
- Tom Wilkinson (John Adams)

#### Legjobb mellékszereplő színésznő, televíziós sorozat, televíziós minisorozat vagy tévéfilm
- Eileen Atkins (Cranford)
- Laura Dern (Újraszámlálás)
- Melissa George (In Treatment)
- Rachel Griffiths (Testvérek)
- Dianne Wiest (In Treatment)